# Stig Järrel

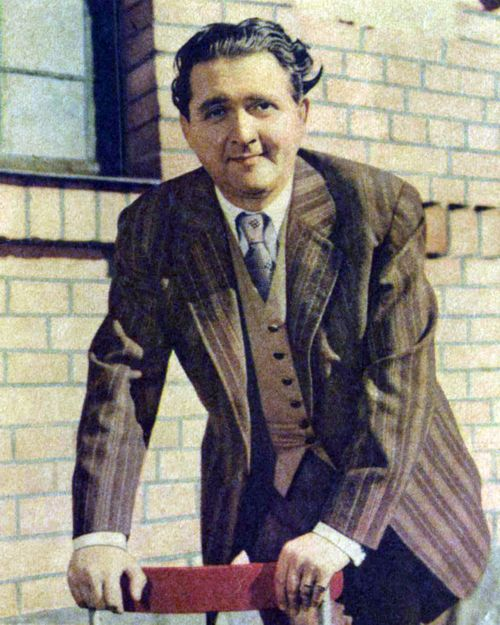
Stig Järrel

Stig Järrel, geboren als Stig Olsson (* 8. Februar 1910 in Malmberget, Schweden; † 1. Juli 1998 in Monte Carlo, Monaco), war ein schwedischer Schauspieler bei Bühne und Film und Regisseur zweier Filme.

## Leben und Wirken
Der gebürtige Stig Olsson kam mit seinen Eltern im Alter von drei Jahren nach Stockholm. Bereits während seiner Gymnasialzeit begann Järrel, wie er sich später nannte, Theater zu spielen. Der Regisseur Alf Sjöberg überredete den jungen Mann zum Besuch der Schauspielschule des Dramaten, wo sich Järrel 1929 einschrieb. 1931 gab er sein Bühnendebüt am Vasa-Theater in Carl Zuckmayers Der Hauptmann von Köpenick, anschließend wirkte er vier Spielzeiten lang an der Seite des berühmten Schauspiel-Veterans Gösta Ekman und spielte u. a. den Güldenstern in Shakespeares Hamlet und den Viktor Karenin in Tolstois Der lebende Leichnam.
Anschließend, 1935, debütierte Stig Järrel vor der Kamera. In seinem über 150 Filmrollen umfassenden Œuvre sah man Stig Järrel in zahlreichen tragenden Neben- und einigen wenigen Hauptrollen. Nur wenige dieser Filmrollen waren von großer Substanz, und kaum einer dieser Filme wurde außerhalb Schwedens gezeigt. Immerhin erlangte er internationalen Ruhm mit der Darstellung zweier diabolischer Charaktere: In Sjöbergs Schuldrama Die Hörige verkörperte Järrel, der unmittelbar zuvor einen eisigen Nazi in dem Drama Excellensen verkörpert hatte, 1944 recht eindringlich den sadistischen, optisch an Heinrich Himmler angelehnten Lateinlehrer, den alle nur „Caligula“ nennen. Und in Ingmar Bergmans Verführungskomödie Das Teufelsauge gab er eine recht amüsante Performance als Höllenfürst Satan höchstpersönlich.
Trotz seiner intensiven Filmerei blieb Stig Järrel all die Jahre weiterhin dem Theater verbunden und spielte ebenso in Molières Tartuffe und Comedy-Revuen wie auch in der Klamotte Charleys Tante. Man sah ihn aber auch in Tschechow-Stücken sowie in Strindbergs Fräulein Julie und Kameraden. Mehrfach unternahm Järrel Gastspielreisen nach Helsinki, wo er am dortigen schwedischsprachigen Kleinen Theater (Lilla Teatern) auftrat. Darüber hinaus gab er zahlreiche Buch- und Dichterlesungen und wirkte ebenso in Rundfunkprogrammen (z. B. Tjugo frågor) mit wie er Schallplatten einsprach (z. B. Spökhistorier, 1972, zur Musik von Hans Edler). 1969 veröffentlichte der Künstler seine Memoiren unter dem Titel Jag – en gycklare (auf dt.: Ich – ein Gaukler). 1980 beendete Järrel seine Schauspielerlaufbahn, zwei Jahre später wurde er mit der königlichen Medaille Litteris et artibus ausgezeichnet. Seinen Lebensabend verbrachte Stig Järrel in Monaco, wo er auch starb.

## Filmografie
- 1935: Walpurgisnacht (Valborgsmässoafton)
- 1936: Kärlek och Monopol
- 1936: Samvetsömma Adolf
- 1937: Lyckliga Vestköping
- 1937: Skicka hem Nr. 7
- 1938: Herr Husassistenten
- 1939: Wir zwei (Vi två)
- 1940: Ihre Melodie (Hennes Melodie)
- 1940: Romanze (Romans)
- 1940: Vi tre
- 1941: Första Divisionen
- 1941: Frechheit siegt (Fröken Vildkatt)
- 1941: Nygifta
- 1942: Lågor i dunklet
- 1942: Lyckan kommer
- 1943: Herr Collins äventyr
- 1943: Herre med portfölj
- 1943: Vi mötte stürmen
- 1943: Kungajakt
- 1943: Excellensen
- 1944: Den osynliga muren
- 1944: Flickan och Djävulen
- 1944: Die Hörige (Hets)
- 1945: Kungliga patrasket
- 1945: Fram för lilla Märta
- 1945: 13 solar
- 1946: I dödens väntrum
- 1946: Rötägg
- 1946: Peggy på vift
- 1947: Onda ögon (auch Regie)
- 1947: Maria
- 1947: Sjätte budet (auch Regie)
- 1948: Främmande hamn
- 1948: Synd
- 1949: Pippi Langstrumpf (Pippi Långstrump)
- 1949: Lattjo med Boccaccio
- 1949: Straße der Sünde (Gatan)
- 1949: Sjösalavår
- 1950: Motorkavaljerer
- 1950: Den vita katten
- 1950: Fästmö uthyres
- 1951: Sköna Helena
- 1951: Poker
- 1951: Dårskapens hus
- 1952: En fästman i taget
- 1952: Åke klarar biffen
- 1952: Drömsemester
- 1953: Lebensfieber (Fartfeber)
- 1953: Reise zu Dir (Resan till dej)
- 1953: Café Lunchrasten
- 1954: Flicka utan namn
- 1954: Simon syndaren
- 1954: Karin Mansdotter (Karin Månsdotter)
- 1954: Flicka med Melodie
- 1955: Flottans muntergökar
- 1955: Paradiset
- 1956: Kalle und das geheimnisvolle Karussell (Rasmus, Pontus och Toker)
- 1956: Das Recht zu lieben (Rätten att älska)
- 1956: Ratataa
- 1956: Sjunde himlen
- 1956: Bekanntschaften (Nattbarn)
- 1957: Enslingen Johannes
- 1957: Mona, die Schwedin (Blondin i fara)
- 1957: Stockholm, zwei Uhr nachts (Det händer i natt)
- 1958: Fröken Chic
- 1959: Himmel och pannkaka
- 1960: Das Teufelsauge (Djävulens öga)
- 1960: Drei Wünsche (Tre önskningar)
- 1961: Lustgarten (Lustgården)
- 1962: Biljett till paradiset
- 1963: Sällskapslek
- 1965: Aftonstjärnan
- 1965: Pyromanerna
- 1966: Krapps sista band
- 1966: Mattan
- 1967: Tofflan – en lycklig komedi
- 1967: Hjälten på den gröna ön
- 1968: Påsk
- 1968: Nina
- 1969: Den girige
- 1969: Galgmannen
- 1970: Das rote Zimmer (Röda rammet)
- 1973: Levande bilder
- 1974: Gustav III
- 1978: Hem, ljuva hem (TV-Mehrteiler)
- 1979: Trolltider
- 1980: Den ynkryggen Valdemar